# Peugeot Typ 117
Der Peugeot Typ 117 ist ein frühes Automodell des französischen Automobilherstellers Peugeot, von dem 1909 im Werk Lille 104 Exemplare produziert wurden.
Die Fahrzeuge des Modells 117 A besaßen einen Vierzylinder-Viertaktmotor, der vorne angeordnet war und über Kardan die Hinterräder antrieb. Der Motor leistete aus 4.588 cm³ Hubraum 22 PS, während das Modell 117 B mit einem Sechszylinder-Motor ausgestattet war, der aus 3.317 cm³ Hubraum 20 PS leistete.
Bei einem Radstand von 325,1 cm betrug die Spurbreite 145 cm. Die Karosserieformen Coupé-Limousine und Landaulet boten Platz für vier bis fünf Personen.